# Cengio
Cengio (ligur nyelven O Cengë) település Olaszországban, Liguria régióban, Savona megyében. Lakosainak száma 3274 fő (2023. január 1.). Cengio Cairo Montenotte, Cosseria, Millesimo, Montezemolo, Roccavignale és Saliceto községekkel határos.

## Népesség
A település lakossága az elmúlt években az alábbi módon változott:
| Lakosok száma | 3489 | 3453 | 3274 |
|               | 2017 | 2018 | 2023 |